# Лексика
Лексика (від дав.-гр. τὸ λεξικόν) — сукупність слів якоїсь мови чи діалекту та словниковий склад мови письменника (чи художнього твору) — словниковий склад мови. Наука, яка вивчає словниковий склад, називається лексикологією.
Крім того, терміном «лексика», у прикладному вузькому значенні, також позначають окремі лексичні шари (книжна, емоційно забарвлена, нейтральна) або лексичні групи (побутова, професійна, сільськогосподарська, богословська), словниковий склад окремих творів чи письменників (лексика «Лісової пісні» Лесі Українки).
При порівнянні лексичних систем двох і більше мов відзначають наявність безеквівалентної лексики. Безеквівалентна лексика — лексичні одиниці, що не мають точних семантичних відповідників у інших мовах. До складу безеквівалентної лексики належать слова-реалії, слова-символи, власні назви.

## Лексична система мови
Усі слова мови становлять її лексику (словниковий склад). Лексикою називають також певну частину словникового складу мови: лексика абстрактна, лексика термінологічна, лексика побутова, лексика емоційна тощо.
Українська мова відрізняється чисельним складом лексики: лише загальних назв (разом із термінами) кількасот тисяч.
Словниковий склад мови являє собою не просто набір слів. Слова в мові існують у певній системі та взаємовідношенні. Вони розрізняються за сферою й частотою вживання. Слова якнайтісніше пов'язані з позамовною дійсністю, складові частини якої вони позначають і на зміни в якій оперативно реагують, відбиваючи широкий соціально-історичний досвід носіїв мови. І тому лексична система є найрухливішою, наймобільнішою складовою частиною мови: у ній постійно виникають нові слова, нові значення в існуючих словах, а окремі слова стають застарілими, рідковживаними, а то й зовсім забуваються, залишаючись тільки в писемних пам'ятках. Коли ми говоримо про те, що мова пов'язує минулі покоління із сучасними, зберігає й передає минулий досвід, то маємо на увазі насамперед слова, лексику.
Багата, розвинена лексика забезпечує тонше сприйняття навколишнього світу, глибше проникнення в нього і точніше мислення як для всього суспільства, так і для кожного окремого індивіда, що володіє цим багатством.